# Veenkade 33 (Den Haag)
Het pand aan de Veenkade 33 in Den Haag is een rijksmonument.

## Achtergrond
Jacobus Adrianus Antonius (Jacques) Hoogeveen (1867-1943) startte in 1895 aan de Veenkade zijn groothandel in "ijzerwaren, gereedschappen enz., stoom,- gas- en waterleidingartikelen, huishoudelijke benodigdheden". In 1901 kreeg architect W.B. van Liefland de opdracht het naast de winkel gelegen pand te verbouwen tot pakhuis, op zijn voorstel werd echter een nieuw pand opgetrokken. Hij ontwierp het in een eigen interpretatie op de Wiener Secession, een variant van de jugendstil. De legging van de eerste steen vond plaats op 5 december 1901 en geschiedde door Paula Franses, dochter van stille vennoot J.A. Franses. Het pand is nog steeds in het bezit van de firma Hoogeveen, die bij het honderdjarig bestaan in 1995 het predicaat Hofleverancier kreeg.

## Beschrijving
Het vier bouwlagen tellende pand heeft een rechthoekige plattegrond. De gevel is opgetrokken in verblendsteen, waarbij een afwisselend kleurgebruik van rode en gele baksteen in vlakken met verschillende dieptes is toegepast. Voor de decoratie is verder gebruikgemaakt van natuursteen voor de plint, negblokken, speklagen, geveltop en omlijsting van de entree.

Een gevelsteen in de top vermeldde "J. Hoogeveen & Co", deze is later vervangen door een plaquette met de tekst: 

J. HOOGEVEEN & CO B.V.
 verwarming en sanitair

De firmanaam is ook boven de ingangspartij aangebracht. De entree heeft twee originele, houten paneeldeuren. Opvallend detail in de gevel zijn de brede vijflicht vensters op de verdiepingen. Het interieur is sober gehouden.

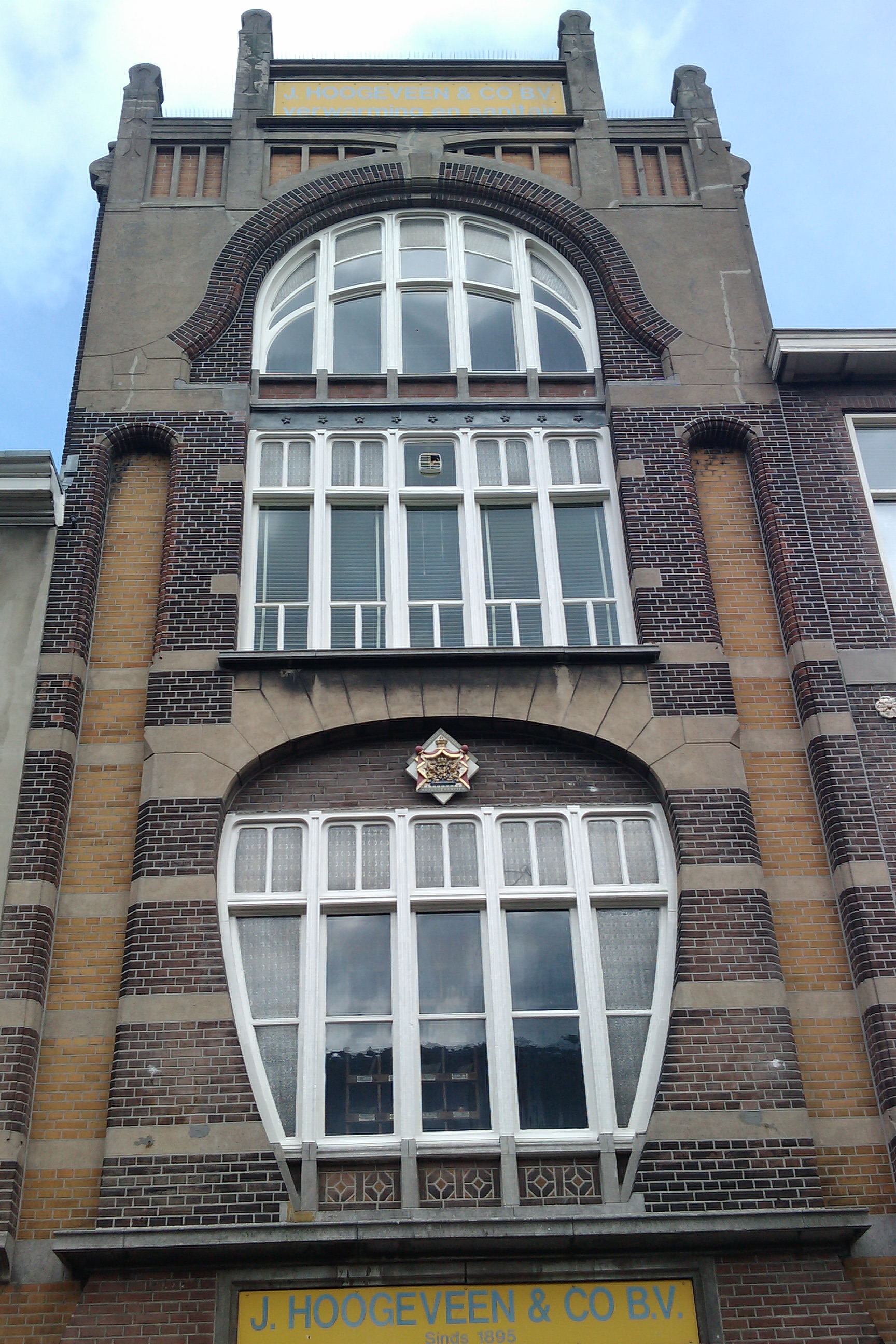
Gevelaanzicht
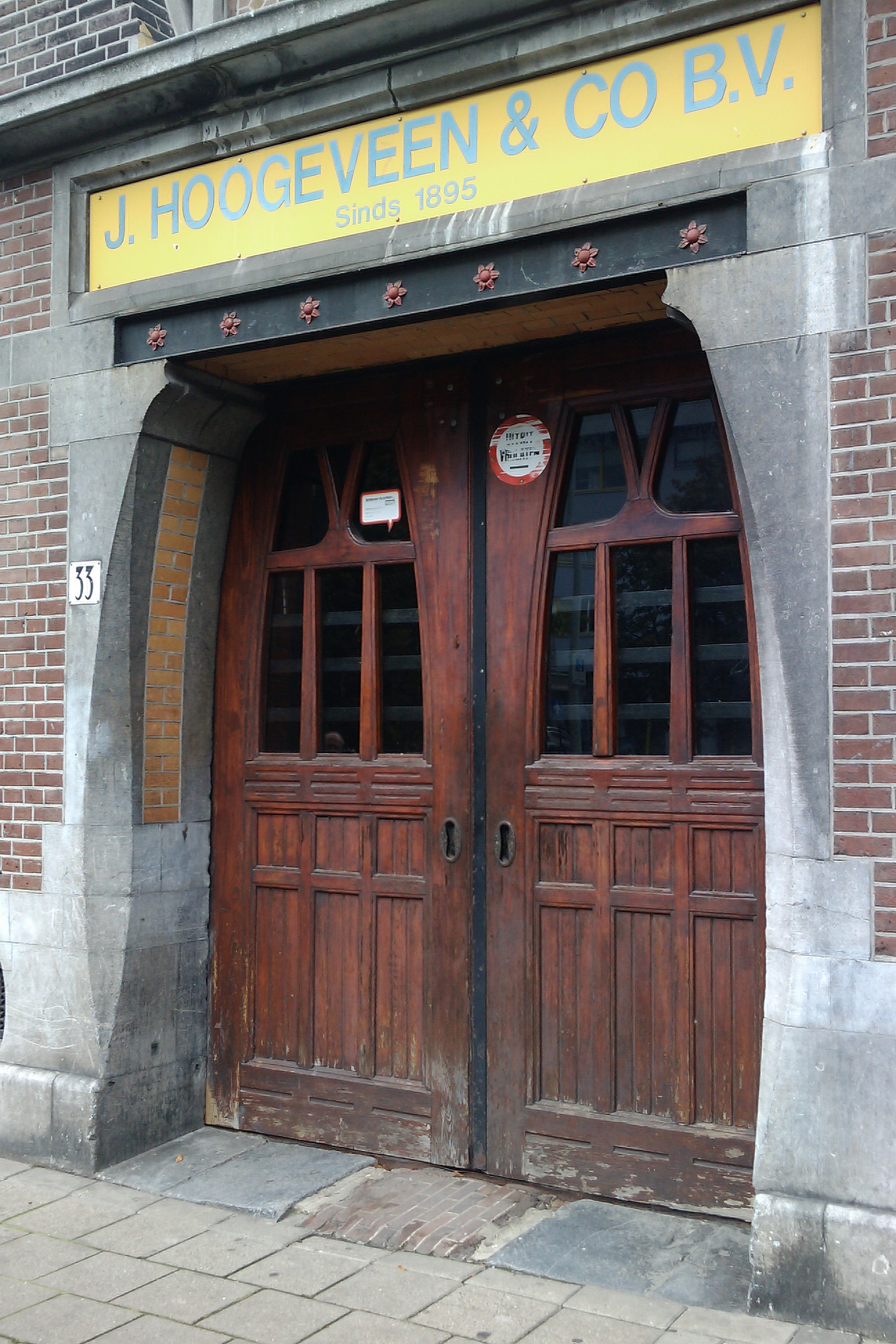
Entree

## Monumentenstatus
Het pakhuis werd in 1993 als rijksmonument opgenomen in het monumentenregister, het is "architectuurhistorisch van belang als voorbeeld van een vrije interpretatie van de Weense Sezessionstijl en van belang als een opvallend werk binnen het oeuvre van de architect W.B. van Liefland". Het pand is onderdeel van het gemeentelijk beschermd stadsgezicht Zeeheldenkwartier.